# Ranongga
Ranongga – wyspa w Prowincji Zachodniej Wysp Salomona, w grupie wysp Nowa Georgia.

## Historia
Ranongga została odkryta w 1787 roku.
18 sierpnia 1959 roku (czasu lokalnego) nastąpiło tu silne trzęsienie ziemi. W wyniku trzęsienia ziemi, które miało miejsce 2 kwietnia 2007 roku (czasu lokalnego) energia wstrząsów wypchnęła wyspę w górę od 3,6 m na południu do 1,5 m na północy.

## Geografia i ludność
Ranongga ma 32 km długości i 8 km szerokości. Zamieszkiwana jest przez ok. 2500 ludzi.